# Tau Geminorum
Tau Geminorum (τ Gem) – gwiazda w gwiazdozbiorze Bliźniąt. Znajduje się około 321 lat świetlnych od Słońca.

## Charakterystyka
Tau Geminorum jest pomarańczowym olbrzymem o typie widmowym K2 III, który świeci 316 razy jaśniej od Słońca, o temperaturze około 4400 kelwinów. Gwiazda wykazuje pewną zmienność, jej obserwowana wielkość gwiazdowa waha się od 4,3 do 4,6m, co sugeruje, że gwiazda kończy lub zakończyła etap spalania (syntezy) helu w jądrze i zaczyna syntezę helu w otoczce, wchodząc na gałąź asymptotyczną diagramu HR.
Tau Geminorum jest gwiazdą wielokrotną. W odległości mniejszej niż 2 sekundy kątowe, co odpowiada około 187 au, okrąża go pomarańczowy karzeł Tau Gem B (11m). 59″ od głównej gwiazdy znajduje się inny pomarańczowy karzeł Tau Gem C (13m), który jest słabiej związany z towarzyszami, chociaż wykazuje podobny ruch własny.
Główny składnik układu jest okrążany przez mniejszego towarzysza o masie niewystarczającej do rozpoczęcia syntezy wodoru w hel, będącego najprawdopodobniej brązowym karłem, choć opisywanego także jako planeta-olbrzym, o oznaczeniu Tau Geminorum b.